# 山県有朋意見書
『山県有朋意見書』（やまがたありともいけんしょ）とは1872年から1919年の間において山県有朋により作成された82件の意見書を後に編集したものである。

## 概要
山県は1838年（天保9年）4月に長州藩の中間の家に生まれ、明治政府において軍制改革や戦略策定に関与した軍人、政治家である。ここでは意見書の中でも主なものを概説する。
山県は、1879年から翌年にかけて、桂太郎と将校十余名を駐在武官や語学研究生として清へ派遣し、その兵役改革を調査させた。そしてその報告を受け山県は、1880年（明治13年）11月30日 天皇に「進隣邦兵備略表」を上奏した。
1888年（明治21年）1月、山県は主権線と利益線という観念を提起している。当時のアジア情勢においてイギリスの進出とシベリア鉄道を経由するロシア帝国の脅威による不安定化が生じるという判断を示している。この情勢に対して日本はロシアと清国との危機を管理するためには朝鮮半島に注目する必要があることを論じた。山県は独自の用語法を提起し、「主権線」は国家を規定する国境を意味し、また「利益線」はこの国境から離れた地域においても国家の利益と関係する境界線を意味した。山県はこの枠組みを地政学的な分析に適用することで、日本にとっての利益線は朝鮮半島に位置づけることで、軍備拡張の必要を論じている。
そして朝鮮半島を諸外国の影響力から離脱させた上で日本の影響下に置くために、1890年（明治23年）3月、イギリスやドイツを媒介とした清国と日本による共同の統治構想を提起している。しかしこの構想は4年後、1894年（明治27年）11月、李氏朝鮮を清国から独立させて日本の影響下に置く方針へと修正されている。さらにロシアが義和団事件により満州に兵力を配置して撤退しなかった事態に関しては、1901年（明治34年）4月、山県はイギリスやドイツとの同盟により南下政策を阻止する強制外交を論じている。しかし1905年（明治38年）3月、山県は、同時にロシアの軍事力が日本に対して優越している点を指摘しており、日露戦争の早期終結の方針を示した。
日露戦争終結目前の1905年（明治38年）8月、山県は、ロシアの復讐戦争に警戒し、将来のロシア軍の軍事行動を牽制するためにさらに軍備を拡張しなければならないと論じた。そして将来には白人と有色人種の対立が深刻化することが予想されるために中国との連携を示す。このような人種に基づいた同盟だけでなく、山県はロシアと同盟を締結することの有効性も論じている。 ロシア革命後の1918年（大正7年）3月、干渉戦争が勃発した際には国際協調を保ちながら軍事行動を実施することを述べた。